# Єгоров Іван Андрійович
Іван Андрійович Єгоров (рос. Иван Андреевич Егоров; нар. 25 січня 1914, Жугіно) — радянський вчений в галузі технічної біохімії і космічної біології. Доктор біологічних наук з 1967 року, професор.

## Біографія
Народився 25 січня 1914 року в селі Жугіно (тепер Сафоновського району Смоленської області Росії). 1936 року закінчив Московський державний університет імені М. В. Ломоносова. З 1936 року на науково-дослідних роботі в Інституті біохімії імені О. М. Баха АН СРСР. Член ВКП(б) з 1940 року. З 1959 року — заступник директора по науці цього ж інституту.

## Наукова діяльність
У роботах вченого в області біохімії виноробства висвітлені важливі сторони хімізму процесів, що лежать в основі виноробного виробництва. Запропоновано ряд технологічних схем і режимів щодо вдосконалення технології коньячного і шампанського виробництва. Наукові праці стосуються хімічної природи речовин, що обумовлюють букет вина, біохімічних особливостей сортів винограду і їх зв'язку з типом вина, хімізму дозрівання коньячних спиртів, ароматичних альдегідів коньячного спирту, ароматостворюючих речовин у винних дріжджах та інше. Автор 150 наукових робіт, власник 13 авторських свідоцтв на винаходи. Серед робіт:
- Изучение химического состава коньячных спиртов методом газо-жидкостной хроматографии. — Изв. АН СССР. Сер. биол., 1964, № 4 (у співавторстві);
- Исследование эфирных масел цветочной пыльцы виноградного растения. — Докл. АН СССР. Сер. Биология, 1971, т. 199, № 6 (у співавторстві);
- Изучение продуктов распада углеводов как ароматообразующих веществ в коньячных спиртах. — Прикладная биохимия и микробиология, 1979, т. 15, вып. 6 (у співавторстві з О. Ф. Писарницьким);
- Химическая природа веществ, обусловливающих букет вина: Обзорная информ. — Москва, 1981 (у співавторстві).

## Відзнаки
- Заслужений діяч науки РРФСР;
- Нагороджений орденом Жовтневої Революції, орденом Трудового Червоного Прапора.